# Christian von Friis zu Friisenborg
Christian von Friis zu Friisenborg (* 28. Januar 1691; † 23. Juni 1763 auf Frijsenborg) war ein königlich-dänischer Generalmajor und Chef des Oldenburger Reiter-Regiments sowie Lehnsgraf von Frijsenborg. Mit ihm starb die Linie Friis aus.
Seine Eltern waren der Graf Niels von Friis zu Friisenborg (* 22. Juni 1665; † 5. Februar 1699) und dessen Ehefrau Christine Sofia von Reventlow (* 30. Oktober 1672; † 27. Juni 1757), Tochter von Conrad von Reventlow. Die Witwe heiratete danach Ulrich Adolph von Holstein-Holsteinborg (1664–1737). 

## Leben
Er ging in dänische Dienste und erhielt am 23. August 1709 den Charakter eines Rittmeisters und wurde mit in den Generalstab aufgenommen. Am 13. September 1709 ging er mit dem 3. Jütländischen Nationalreiterregiment in englisch-holländischen Sold nach Brabant in den Spanischen Erbfolgekrieg.  Im Jahr darauf am 5. April 1710 wurde er Rittmeister in der Leibgarde, am 29. Mai 1711 wurde er Oberstleutnant, kurz danach am 2. Oktober 1711 wurde er auch Generaladjutant des Königs.
Am 18. Juli 1712 erhielt er den Charakter eines Obersts. Während der Schlacht bei Gadebusch am 20. Dezember 1712 war er auch da der Generaladjutant. 1714 erhielt er den Danebrog-Orden (Weißer Ritter). Am 6. November 1717 wurde er endlich wirklicher Oberst und erhielt das Reiterregiment Dewitz. Von 1734 bis 1735 führte er ein Kürassier-Regiment im kaiserlichen Sold. 1740 wurde er auch noch Geheimer Konferenzrat. 1755 erhielt den Elefanten-Orden, am 28. November 1755 erhielt er am Geburtstag der König-Witwe Sophie Magdalena auch den Ordre de l’union parfaite. 
Er starb am 23. Juni 1763 als letzter männlicher Vertreter seiner Geschlechts in der Kirche von Hammel begraben.

### Familie
Er heiratete am 14. Januar 1711 in der Schlosskirche von Christiansborg Öllegaard von Gersdorf (* 1687; † 13. Juli 1734 in Frankfurt), die eine Tochter von Friedrich von Gersdorf und Elisabeth Sofie von Skeel war. Das Paar hatte fünf Töchter:
- Frederike Luise (* 29. Dezember 1711; † 1717)
- Christine Sophie (* 22. Januar 1713; † 5. Oktober 1787) ⚭ Erhard von Wedel-Friis (1710–1786)
- Elisabeth Sophie (* 1. Mai 1714; † 18. Juni 1799) ⚭ 1751 Johan Henrik Desmercières (* 1687; 15. März 1778)
- Brigitte Christine (* 22. Juli 1715; † 5. Juli 1775) ⚭ 1733  Carl Christian von Gram (* 23. Juli 1703; † 24 Jan 1780)
- Sophie Hedevig  (* 20. Januar 1717; † 4. Juni 1777) ⚭ 1736 Ove Frederiksen Juul (* Mai 1700; † 4. April 1766), Generalleutnant